# Municipio de Pike (condado de Carter)
El municipio de Pike (en inglés: Pike Township) es un municipio ubicado en el condado de Carter en el estado estadounidense de Misuri. En el año 2010 tenía una población de 357 habitantes y una densidad poblacional de 1,62 personas por km².

## Geografía
El municipio de Pike se encuentra ubicado en las coordenadas 36°59′10″N 91°9′9″O / 36.98611, -91.15250. Según la Oficina del Censo de los Estados Unidos, el municipio tiene una superficie total de 220.26 km², de la cual 220,23 km² corresponden a tierra firme y (0,01 %) 0,02 km² es agua.

## Demografía
Según el censo de 2010, había 357 personas residiendo en el municipio de Pike. La densidad de población era de 1,62 hab./km². De los 357 habitantes, el municipio de Pike estaba compuesto por el 97,2 % blancos, el 1,4 % eran amerindios, el 0,56 % eran de otras razas y el 0,84 % eran de una mezcla de razas. Del total de la población el 1,4 % eran hispanos o latinos de cualquier raza.